# Daniel Hérelle
Daniel Hérelle (Niza, Francia; 17 de octubre de 1988) es un futbolista de Martinica nacido en Francia que juega en la posición de centrocampista y que actualmente milita en el AS Samaritaine del Campeonato Nacional de Martinica.

## Carrera

### Club
| Periodo   | Club             |
| --------- | ---------------- |
| 2005–2008 | Club Franciscain |
| 2008–2010 | AS Samaritaine   |
| 2010–2014 | Club Colonial    |
| 2014–2019 | Golden Lion FC   |
| 2019      | AS Samaritaine   |

### Selección nacional
Debutó con Martinica el 8 de noviembre de 2006 ante Surinam, disputó la Copa Oro de la Concacaf en 2013, 2017, 2019 y 2021; y actualmente es el jugador con más apariciones con la selección nacional.		
Su primer gol con la selección nacional lo anotó el 13 de marzo de 2016 en la victoria por 4-0 ante San Vicente y las Granadinas.

## Logros

### Club
- Campeonato Nacional de Martinica: 5

Club Franciscain: 2005-2006, 2006-2007
Club Colonial: 2010-2011
Golden Lion: 2014-2015, 2015-2016
- Copa de Martinica: 3

Club Franciscain: 2007, 2008
Club Colonial: 2014

### Selección nacional
- Coupe de l'Outre-Mer: 1

2010